# Халиль Сами-бей
Хали́ль Сами́-бей (1866 — 1925) — полковник османской армии в ходе Первой мировой войны.

## Биография
Родился в 1866 году. Во время Балканских войн командовал Измирским добровольческим полком, позже был заместителем командира 31-й османской дивизии.

### Первая битва за Критию
Во время первой битвы за Критию полковник Халиль Сами командовал 9-й османский дивизией (Дарданелльская операция), которая противостояла частям 26-й британской дивизии, высадившимся на 5 пляжах и составлявшим 6 батальнов и 2 полка. Общие силы англичан состояли из 6-го батальона, оборонявшего Сари-тепе и окраины Икиза, 9-й, 10-й, 11-й и 12-й рот, оборонявших окраины Теке и Эртугрула, и 1-го взвода, оборонявшего ущелье Гюлли. Однако, 10-я рота, благодаря Яхьи Чавушу, противостоявшая 3 000 отряду англичан, полностью разгромила его.
После 25 апреля битва превратилась в непрерывную окопную войну против британских и французских сил, которые были не в состоянии захватить холм Алчитепе (ранее Крития), благодаря чему англичане смогли бы захватить южную часть полуострова. В битвах при Критии и Зигиндере и англичане и турки понесли серьёзные потери.
Имя полковника Халиля Сами, не погибшего в Дарданеллах, было ошибочно высечено на мемориале в Галлиполи. Информация о дальнейшей жизни Халиля Сами-бея отсутствует, однако, есть вероятность, что он после Первой мировой войны он участвовал в войне Турции за независимость.

### Дальнейшая жизнь
10 июля 1915 года за сутяжничество с Лиманом фон Сандерсом был уволен из османской армии.
Умер в 1925 году.